# イヴリン・ネスビット
イヴリン・ネスビット（Evelyn Nesbit、1884年12月25日または1885年12月25日 - 1967年1月17日）は、アメリカのモデル、合唱団の少女、女優であった。
20世紀初頭、ネスビットの顔は、大量発行した新聞や雑誌の広告、カレンダーに頻繁に登場し、有名になった。ネスビットは、1906年6月25日の夜、マディソンスクエアガーデンの屋上劇場で数百人の目撃者の前で、夫であるハリー・ソーが著名な建築家であるスタンフォード・ホワイトを射殺したとき、さらに世界的な注目を浴びた。
L・M・モンゴメリはネスビットの写真を雑誌から切り取り、書き物机の上に貼り、赤毛のアンの主人公アン・シャーリーのモデルにした。

## 若いころ

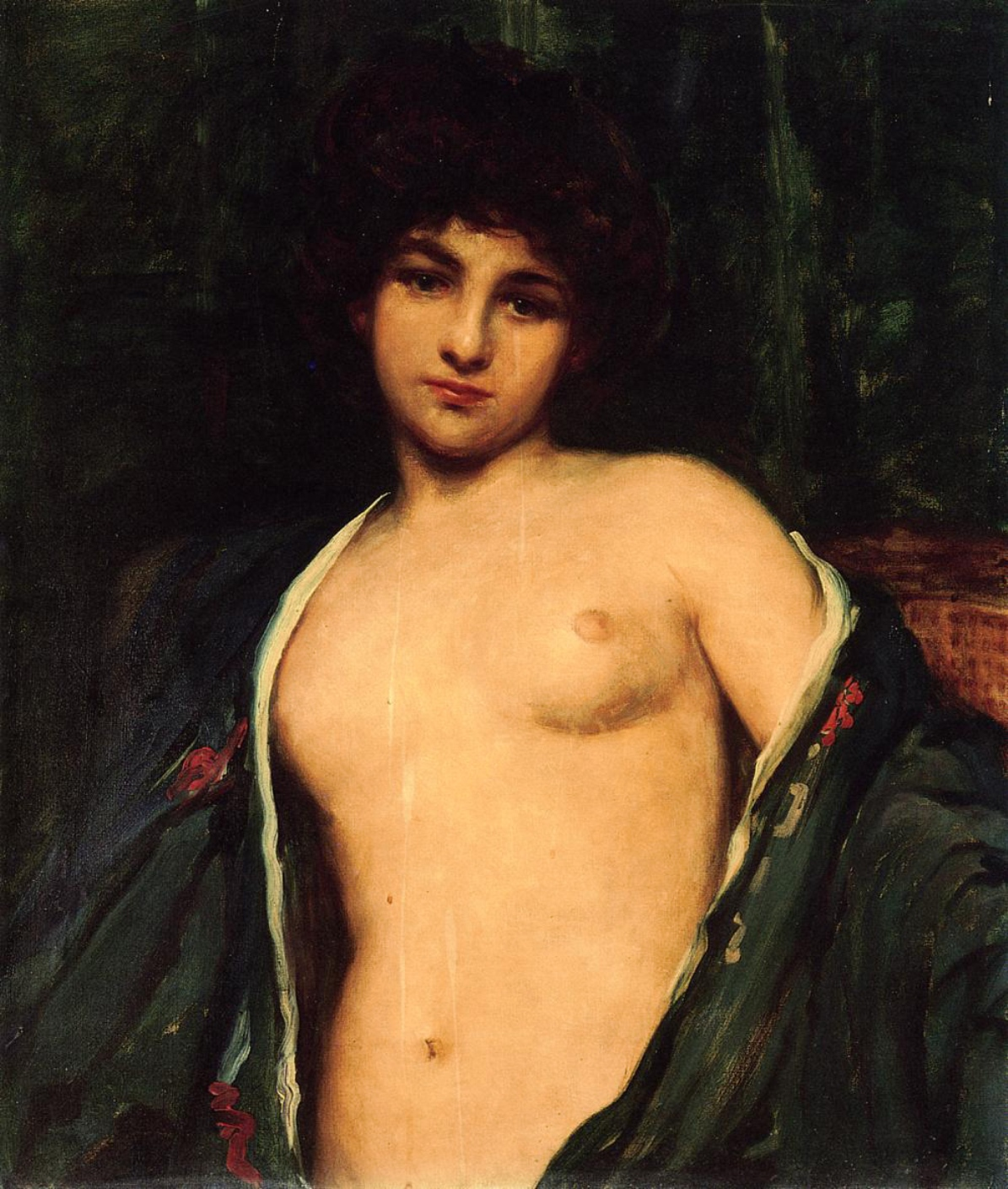
ジェームズ・キャロル・ベックウィズ、イヴリン・ネズビットの肖像、c。1901

## モデルのキャリア

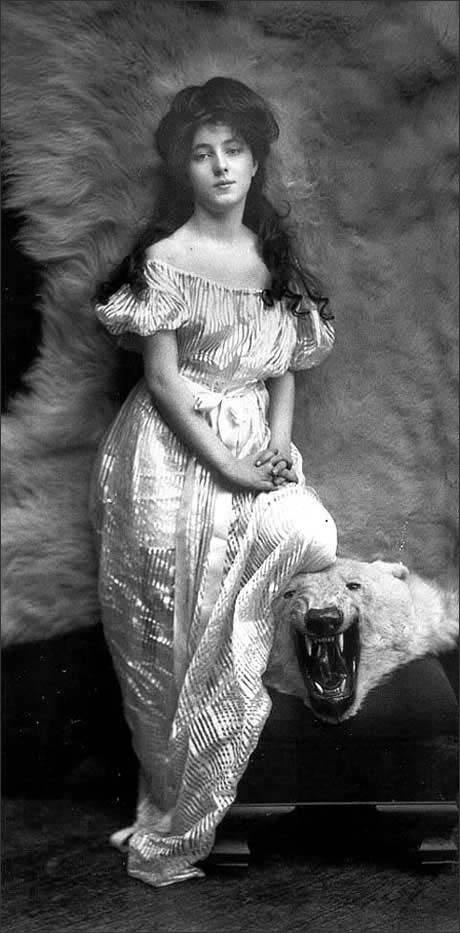
ルドルフ・アイクメイヤー・ジュニアによる写真、1901年

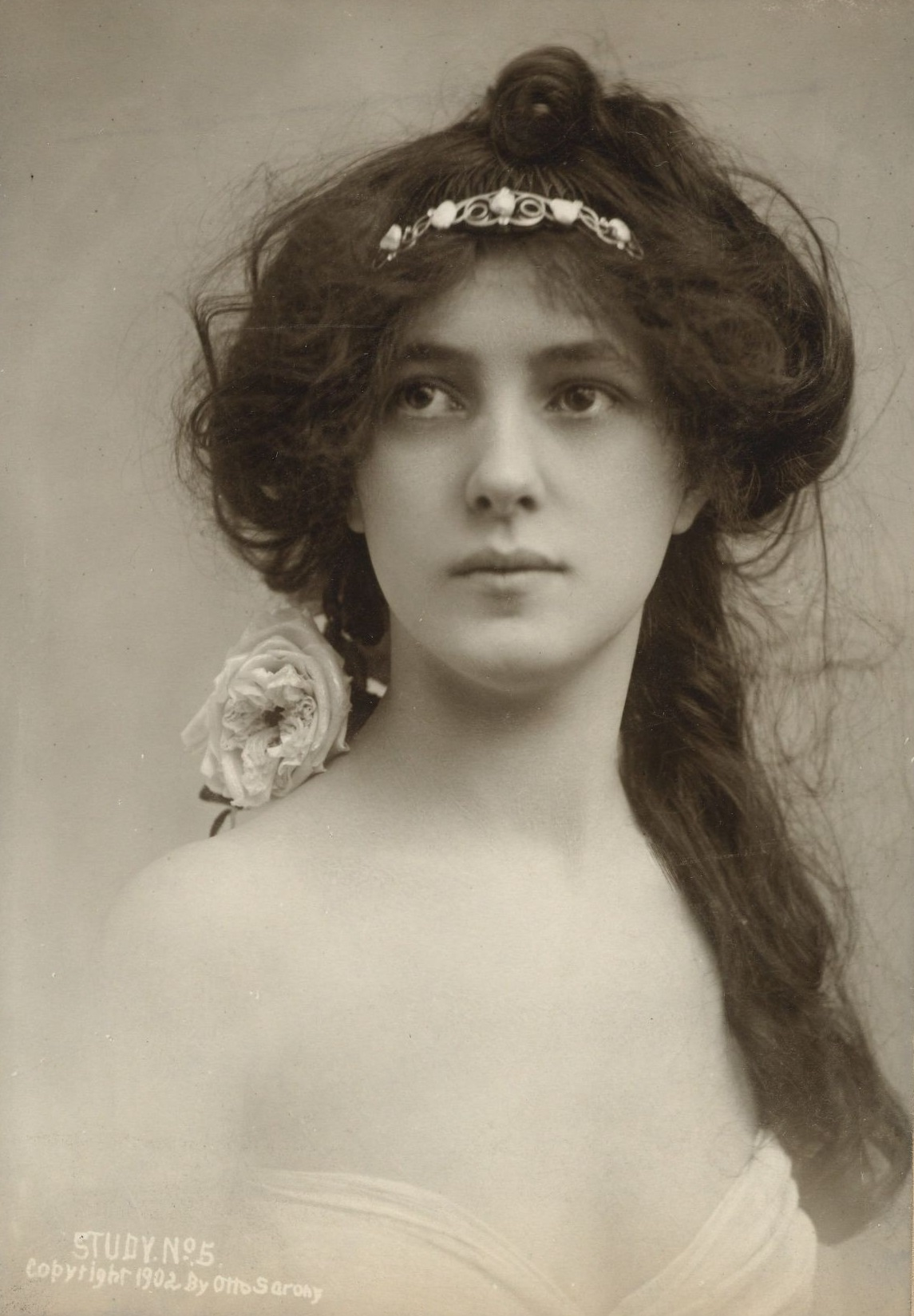
オットー・サロニーが撮影したネスビット、1902年

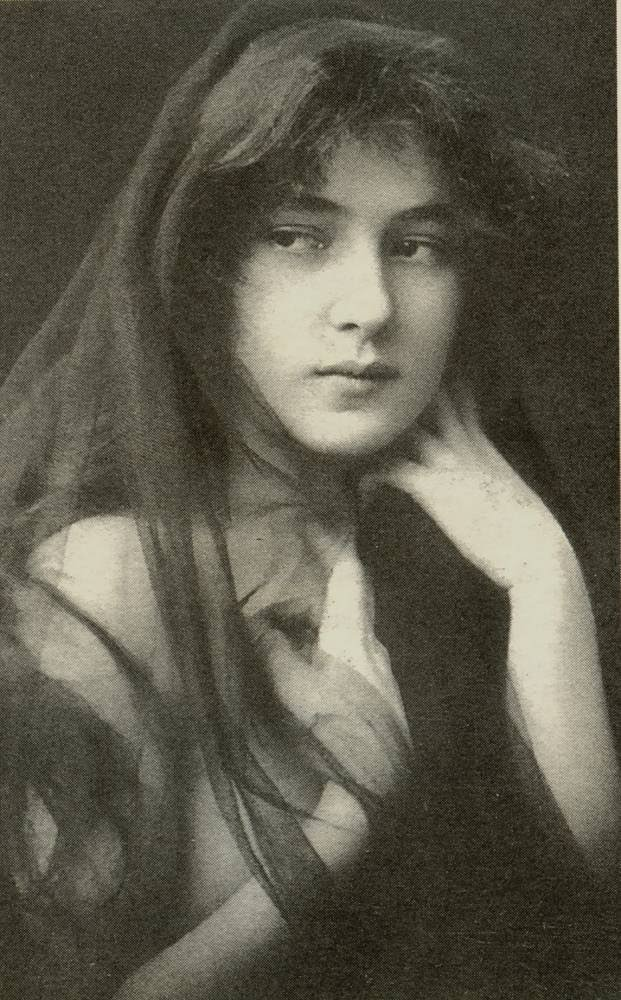
1901年のネスビット（およそ16歳）

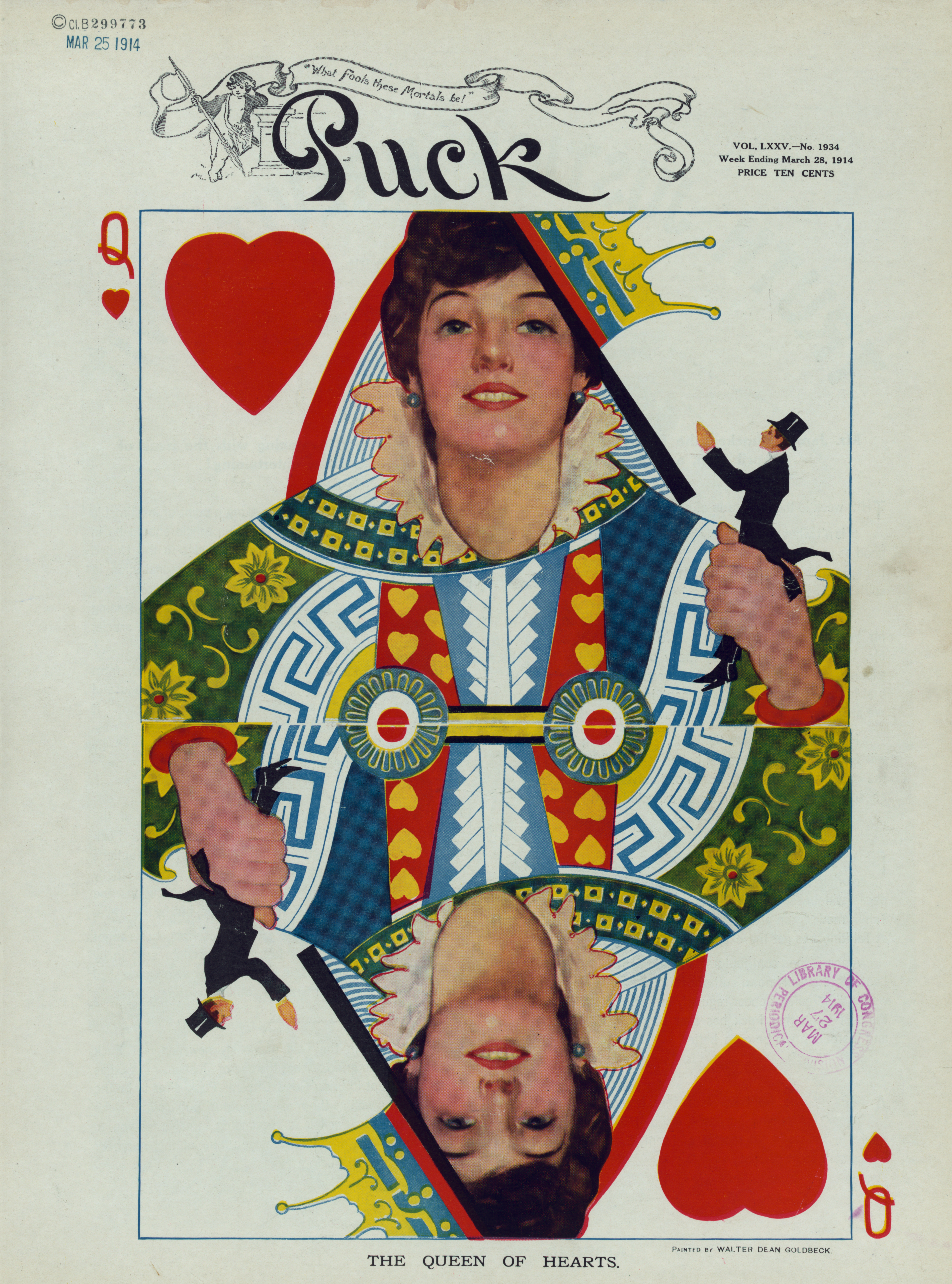
ネスビットはトランプで「ハートの女王」を表しています

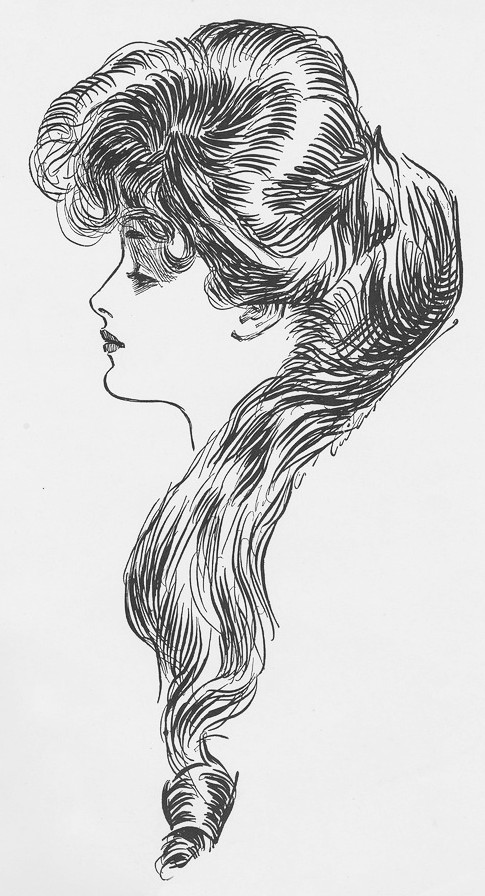
女性：チャールズ・ダナ・ギブソンによる永遠の質問、1901年

### スタンフォードホワイト

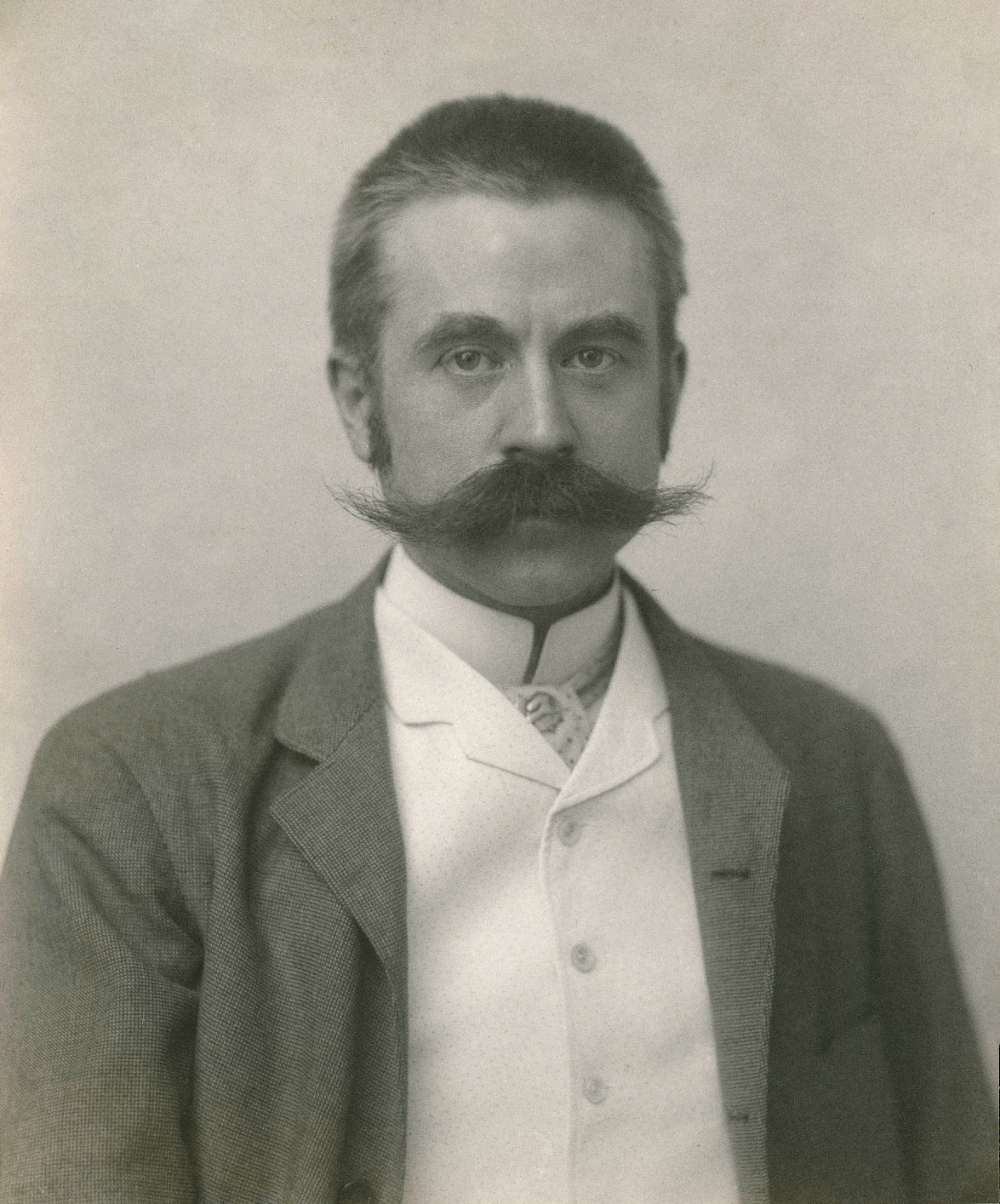
ジョージコックスによるスタンフォードホワイトの写真、c。1892年

#### 「赤いベルベットスイング」

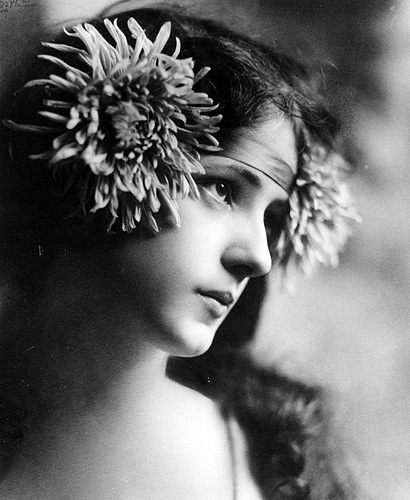
花輪のヘッドバンドを身に着けているネスビット

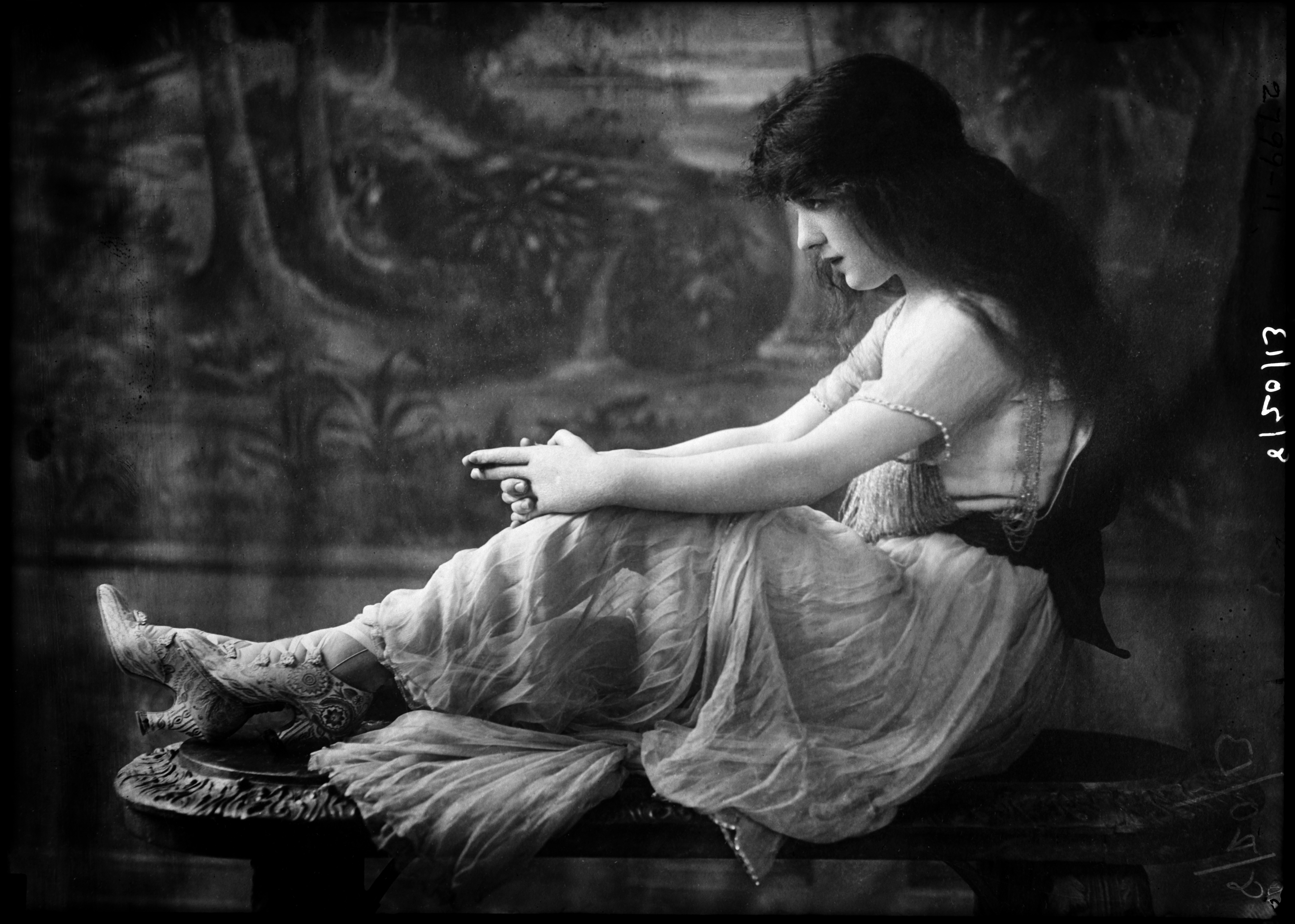
装飾的な設定でネスビット

### ハリー・ケンドール・ソー

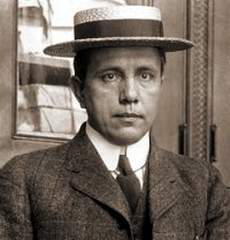
ネスビットの夫、ハリー・ケンドール・ソー

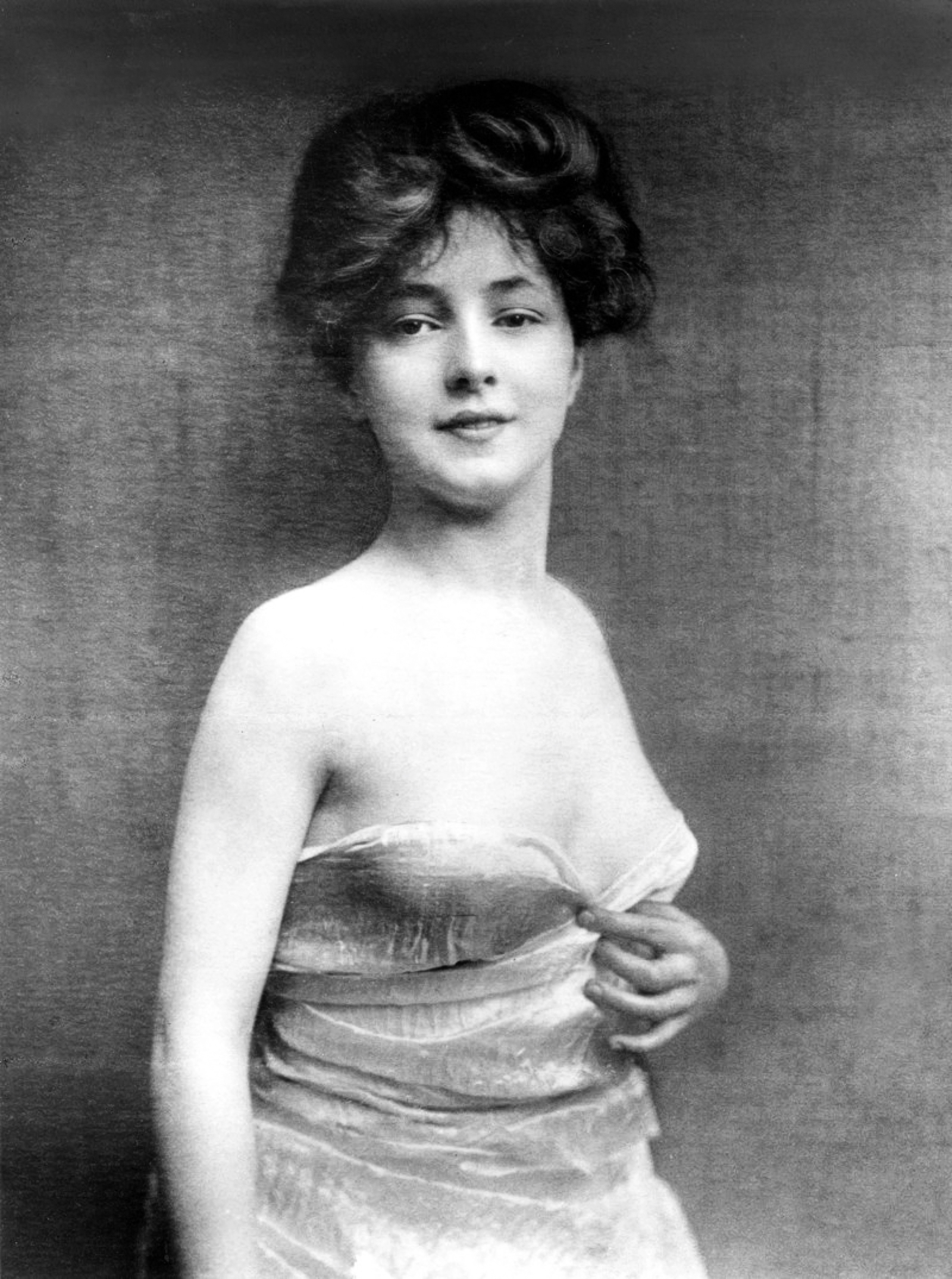
ネスビット、c。1903年

#### 結婚

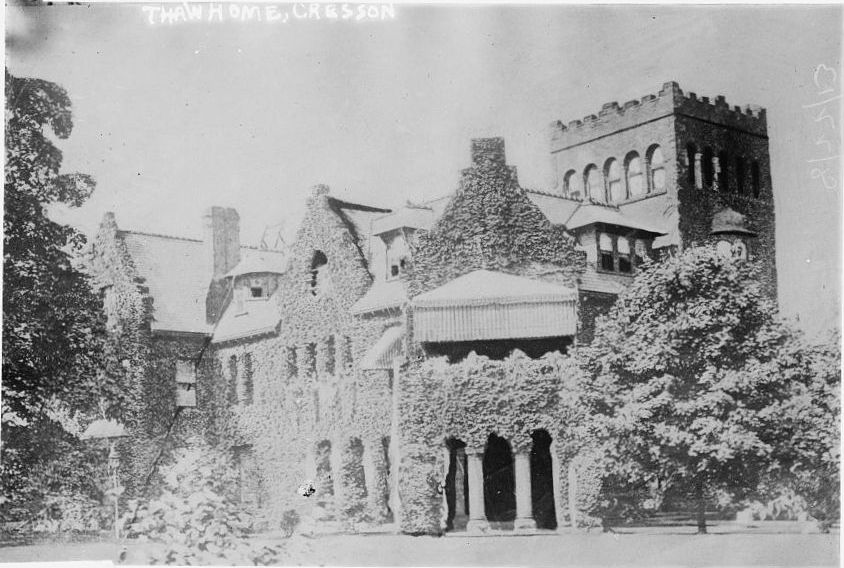
「リンドハースト」（ウィリアムアンドメアリーC.ソーマンション）、ペンシルベニア州ピッツバーグ（解体、1942年頃）

### プレスの狂乱

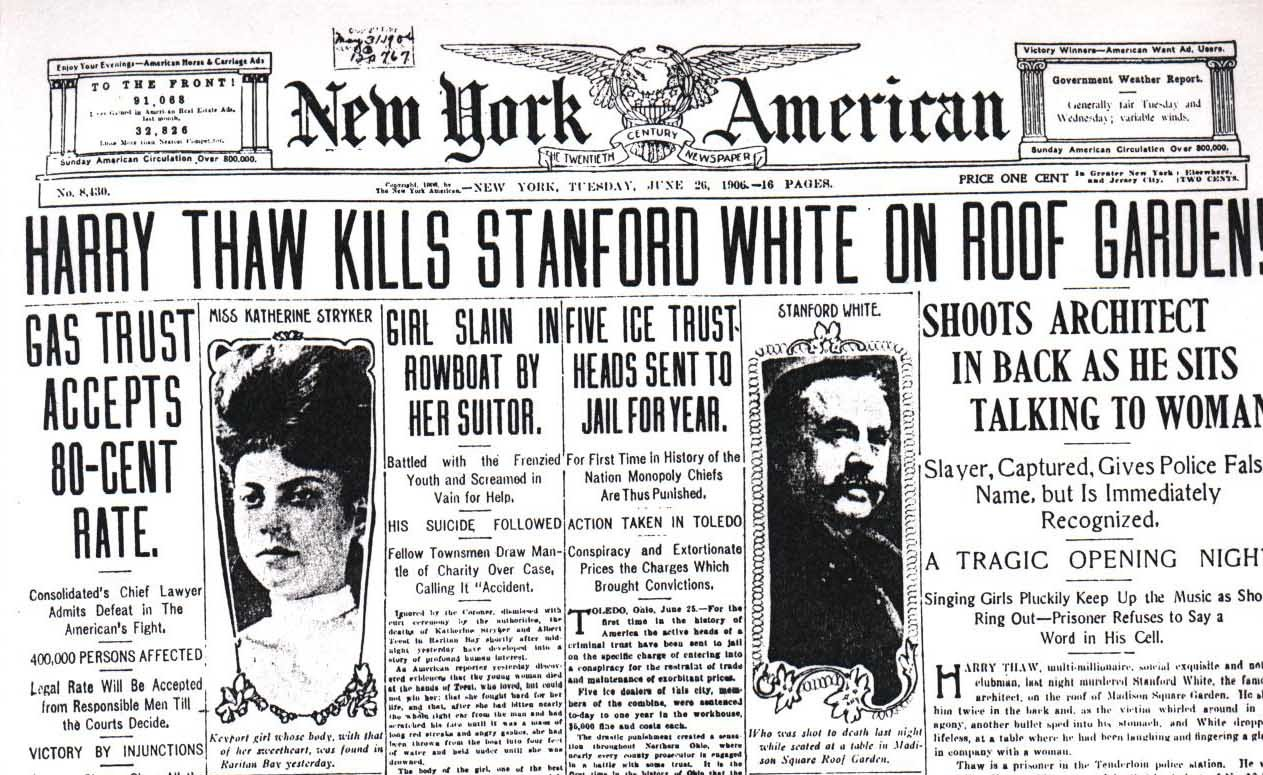
フロントページ、ニューヨークアメリカン、1906年6月26日

## 子

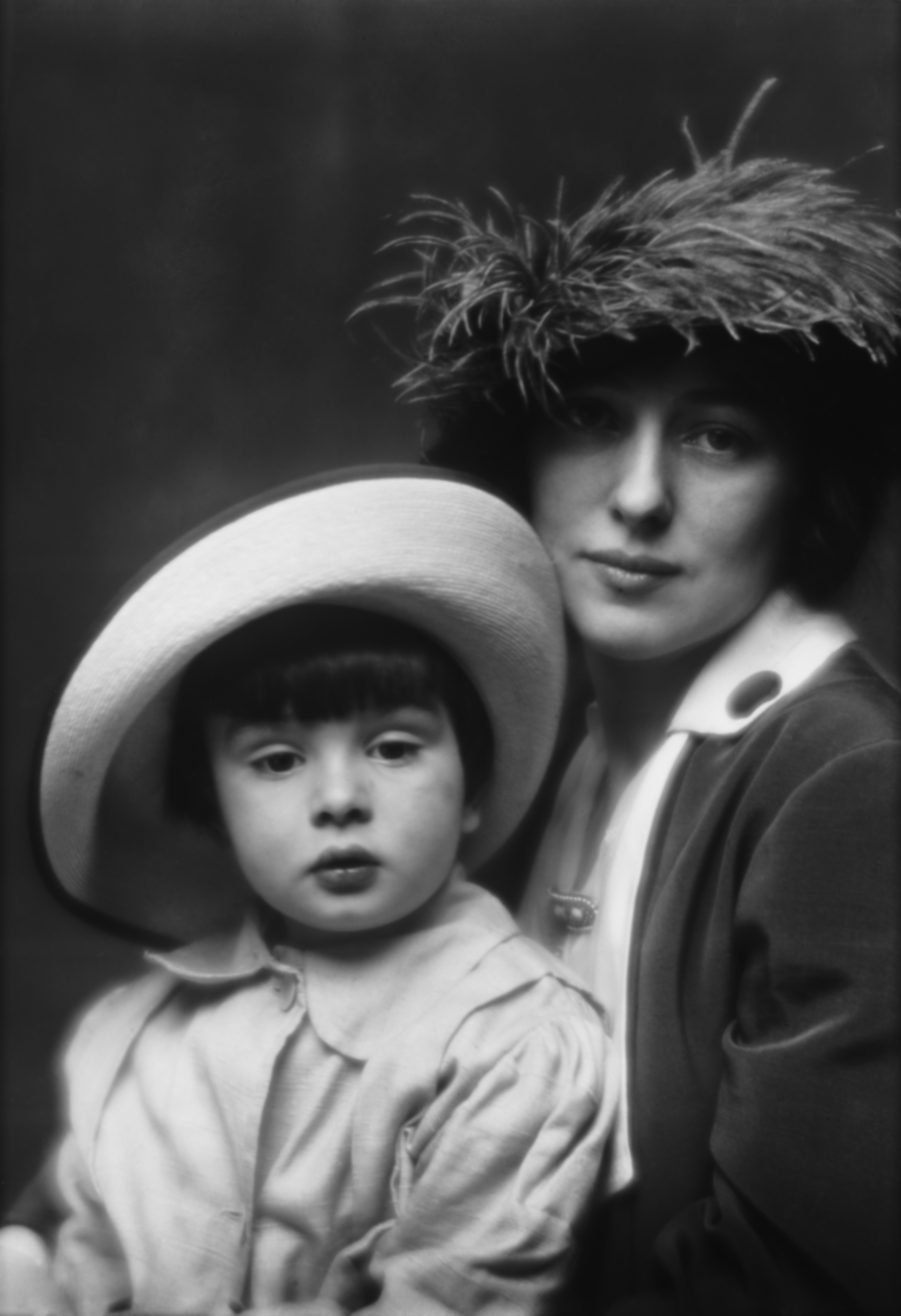
イヴリン・ネズビットと息子、ラッセル・ウィリアム・ソー、1913年

## 後年

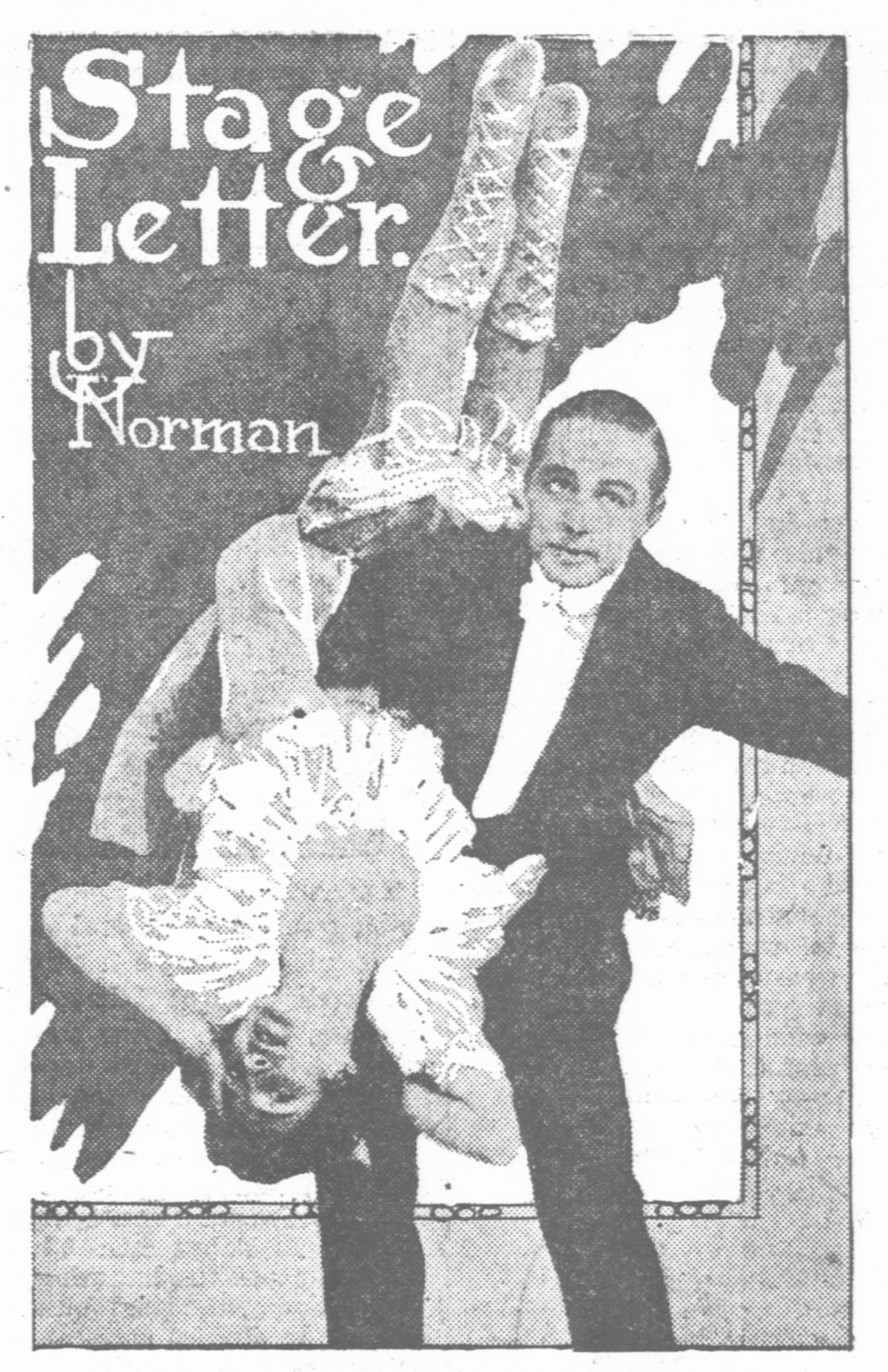
ダンスパートナーで2番目の夫であるジャッククリフォードとのネスビット

## フィルモグラフィー

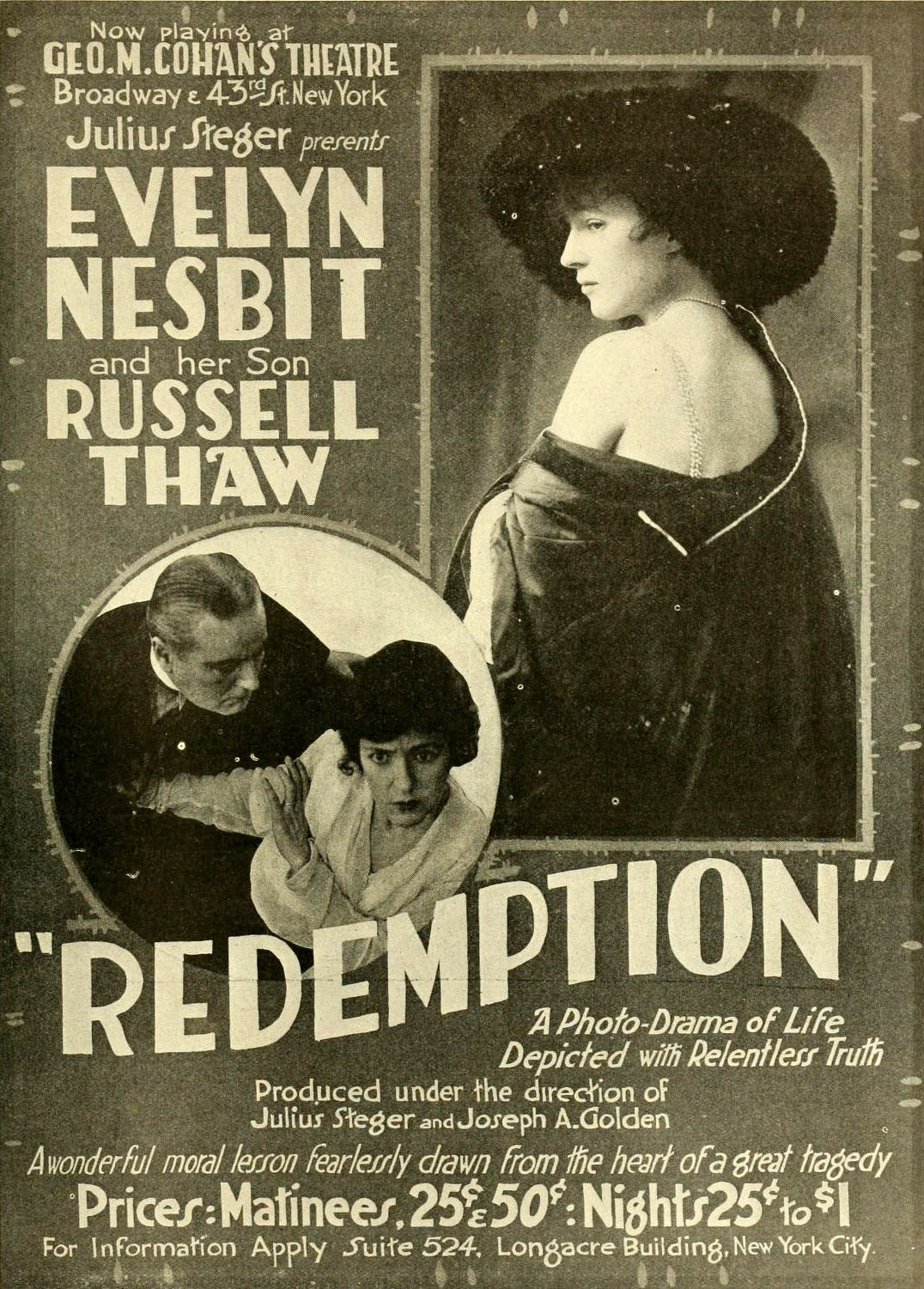
償還（1917）
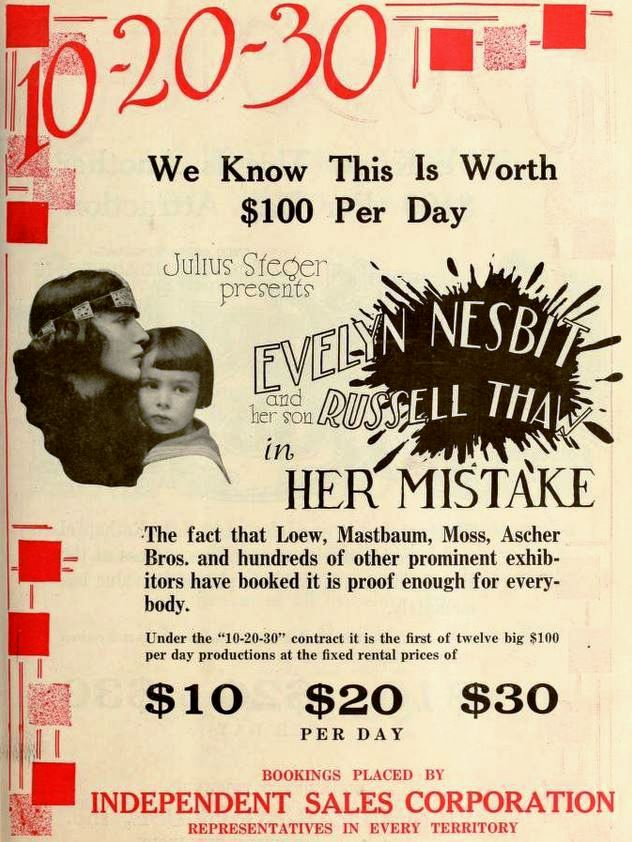
彼女の過ち（1918）
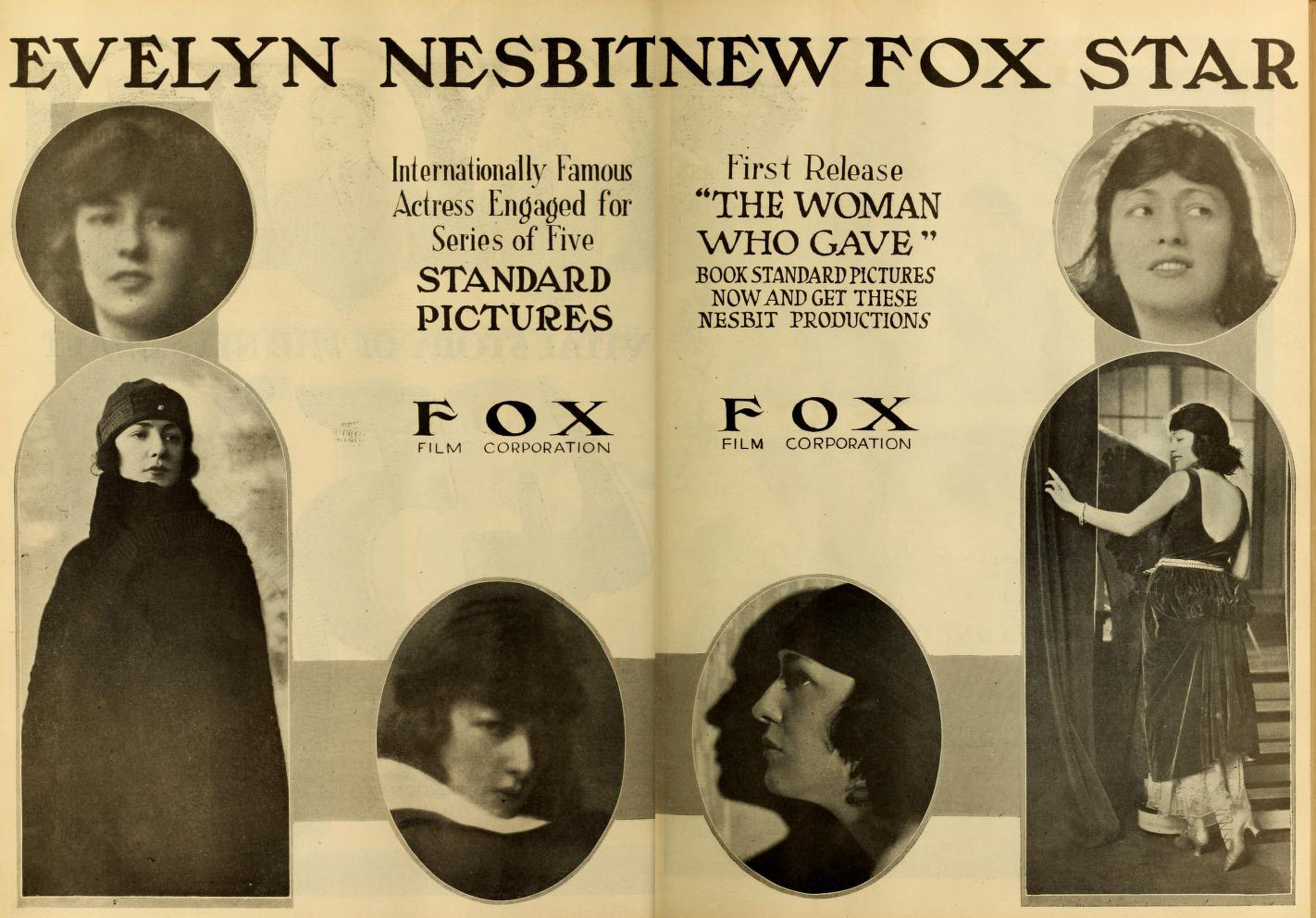
与えた女（1918）
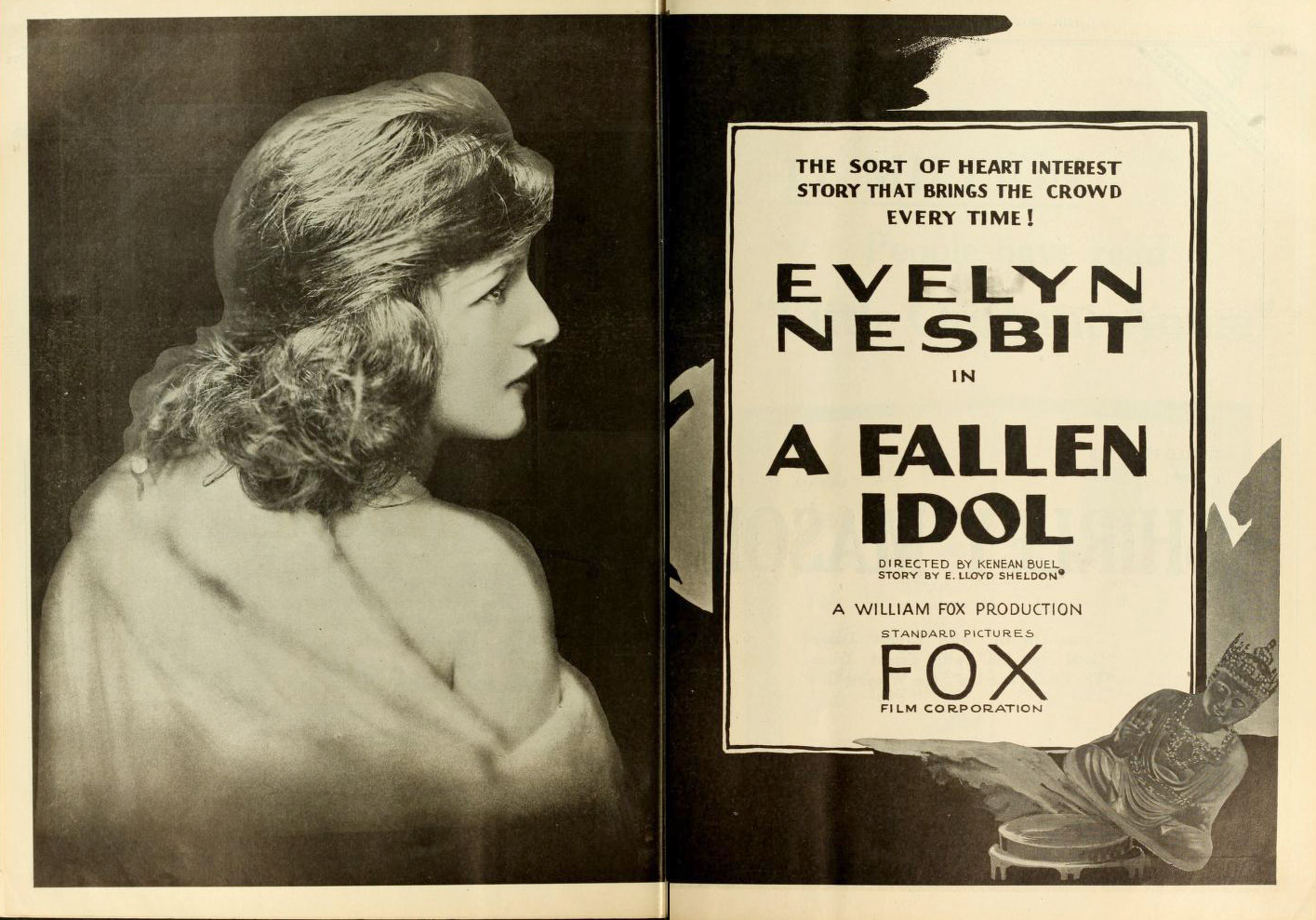
堕ちた偶像（1919）

## 大衆文化の中で

### イラストと写真
- チャールズ・ダナ・ギブソンは、「ギブソン・ガール」の初期のイラストのいくつかのインスピレーションとしてネスビットを使用したと伝えられています。
- 著者のルーシー・モード・モンゴメリは、彼女の悪名に気づかず、メトロポリタン・マガジンのネスビットの写真を、彼女の著書「赤毛のアン」 （1908年）のヒロインのモデルとして使用しました。[5]
- アレクサンダーセロウの小説ローラウォーホリック;または、Sexual Intellectual （2007）は、表紙にNesbitの写真を掲載しています。

### ノンフィクションアカウント
- バーツ、サイモン、ベルベットスイングの少女：20世紀の夜明けのセックス、殺人、狂気（ニューヨーク：リトル、ブラウン、2018年）ISBN 978-0316396653
- Collins, Frederick L. (April 21, 2012). Glamorous Sinners. Literary Licensing, LLC. ISBN 978-1258294854Collins, Frederick L. (April 21, 2012). Glamorous Sinners. Literary Licensing, LLC. ISBN 978-1258294854 Collins, Frederick L. (April 21, 2012). Glamorous Sinners. Literary Licensing, LLC. ISBN 978-1258294854
- Gammel, Irene (2008). Looking for Anne of Green Gables: How Lucy Maud Montgomery Dreamed Up a Literary Classic (First;hardcover ed.). Key Porter Books. ISBN 978-1552639856Gammel, Irene (2008). Looking for Anne of Green Gables: How Lucy Maud Montgomery Dreamed Up a Literary Classic (First;hardcover ed.). Key Porter Books. ISBN 978-1552639856 Gammel, Irene (2008). Looking for Anne of Green Gables: How Lucy Maud Montgomery Dreamed Up a Literary Classic (First;hardcover ed.). Key Porter Books. ISBN 978-1552639856
- Langford, Gerald (1962). The Murder of Stanford White (First; hardcover ed.). Bobbs-Merrill. ASIN B0007DZ4RY
- Lessard, Suzannah(White's great-granddaughter) (October 1, 1996). The Architect of Desire: Beauty and Danger in the Stanford White Family (First; hardcover ed.). The Dial Press. ISBN 978-0385314459Lessard, Suzannah(White's great-granddaughter) (October 1, 1996). The Architect of Desire: Beauty and Danger in the Stanford White Family (First; hardcover ed.). The Dial Press. ISBN 978-0385314459 Lessard, Suzannah(White's great-granddaughter) (October 1, 1996). The Architect of Desire: Beauty and Danger in the Stanford White Family (First; hardcover ed.). The Dial Press. ISBN 978-0385314459
- Mooney, Michael Macdonald (1976). Evelyn Nesbit and Stanford White: Love and Death in the Gilded Age (1976 ed.). William Morrow. ASIN B019NEBPLQ
- Nesbit, Evelyn (1914). The Story of My Life (First; hardcover ed.). London: John Long. OCLC 780487288
- Nesbit, Evelyn (1934). Prodigal Days: The Untold Story of Evelyn Nesbit (First; hardcover ed.). Julian Messner, Inc.. ASIN B002672NVE
- Samuels, Charles (1953). The Girl in the Red Velvet Swing. Fawcett Publications. ASIN B0007EYS3O
- Thaw, Harry K. (1926). The Traitor: Being the Untampered With, Unrevised Account of the Trial and All That Led to It (Unstated; hardcover ed.). Dorrance & Company/Argus Publisher. ASIN B001KXL6UE
- Uruburu, Paula (May 1, 2008). American Eve: Evelyn Nesbit, Stanford White, the Birth of the 'It' Girl, and the Crime of the Century (First; hardcover ed.). Riverhead Books. ISBN 978-1594489938Uruburu, Paula (May 1, 2008). American Eve: Evelyn Nesbit, Stanford White, the Birth of the 'It' Girl, and the Crime of the Century (First; hardcover ed.). Riverhead Books. ISBN 978-1594489938 Uruburu, Paula (May 1, 2008). American Eve: Evelyn Nesbit, Stanford White, the Birth of the 'It' Girl, and the Crime of the Century (First; hardcover ed.). Riverhead Books. ISBN 978-1594489938

### 架空のアカウント
- 書かれていない法則：雪解けの悲劇に基づくスリリングなドラマ（1907年の映画） [6]
- ダルトン・トランボの小説「ジョニーは戦場に出た」（1938年）の第14章で、キャラクターのボニーは主人公にイヴリン・ネズビットの雪解けのように見えるかどうか尋ねます。
- 夢去りぬの少女（1955年の映画）
- EL Doctorowの歴史小説Ragtime （1975）は、次の2つの作品に採用されました。
  - 映画ラグタイム（1981）
  - ミュージカルラグタイム（1996年に最初に上演された）。そのサブプロットの1つには、スタンフォードホワイトの殺害の話と、それがネスビットの名声と宣伝にどのようにつながったかが含まれています。彼女は「CrimeoftheCentury」と「AtlanticCity」の曲で歌っています
- キース・マイヤールによる長い物語詩、認知症アメリカーナ（1994）
- Lafillecoupéeendeux （引き裂かれた女）（2007）、クロード・シャブロルの映画
- My Sweetheart's the Man in the Moon （2010）、ドン・ニグロによるドラマチックなコメディープレイ[7]
- ボードウォークエンパイア（2010 HBOテレビシリーズ）では、キャラクターのジリアンは大まかにイヴリンネズビットに基づいています